# Cyrtopodion kohsulaimanai
Cyrtopodion kohsulaimanai là một loài thằn lằn trong họ Gekkonidae. Loài này được Khan mô tả khoa học đầu tiên năm 1991.